# Santo Estêvão (Alenquer)
Santo Estêvão ist eine ehemalige Gemeinde (Freguesia) im portugiesischen Kreis Alenquer. In ihr lebten 6515 Einwohner (Stand 30. Juni 2011).
Am 29. September 2013 wurden die Freguesias Alenquer (Santo Estêvão) und Alenquer (Triana) zur neuen Freguesia União das Freguesias de Alenquer (Santo Estêvão e Triana) zusammengefasst. Alenquer (Santo Estêvão) ist Sitz dieser neu gebildeten Freguesia.